# かわいいひと
『かわいいひと』は、1997年10月8日に発売されたウルフルズ15枚目のシングル。発売元は東芝EMI。

## 解説
「かわいいひと」は息子から母親に向けた歌だが、サビ部分のみのCMなどではラブソングとして使われていた。
ミュージック・ビデオに宍戸錠がゲスト出演している。

## 収録曲
全曲編曲：ウルフルズ、吉田建
1. かわいいひと
  - 作詞・作曲：トータス松本、ウルフルケイスケ

グリコ『ポッキー坂恋物語』CMソング
映画『かわいいひと』（ビデオ題「ポッキー坂恋物語 かわいいひと」）テーマ曲
日本テレビ『からだ元気科』EDテーマソング
アサヒ「クリアアサヒ プライムリッチ」CMソング（2013年）
資生堂 「ワタシプラス」『“お母さんの色”を贈ろう』web動画CM（2021年4月7日 - ）※井手上漠が歌唱[1][2]。
2. ワンダフル・ワールド（シングル・ヴァージョン）
  - 作詞・作曲：サム・クック、ハーブ・アルパート、ルー・アドラー　日本語詞：トータス松本　
  - サム・クックの楽曲の日本語カバー

フジテレビ系ドラマ『それが答えだ!』（1997年7月2日 - 9月17日）主題歌
3. かわいいひと（オリジナル・カラオケ）

## カバー
かわいいひと
-  チャットモンチー - ウルフルズ トリビュートアルバム『ウルフルズトリビュート 〜Best of Girl Friends〜』（2017年2月22日）収録